# مت آلدریج
مت آلدریج (انگلیسی: Matt Aldridge؛ زادهٔ ۱۱ مارس ۱۹۹۶) قایقران روئینگ اهل بریتانیا است.
وی در مسابقات کشوری و بین‌المللی در مجموع برندهٔ ۴ مدال طلا، ۱ مدال برنز شده است.